# 摩诃提毗
摩诃提毗（IAST：Mahādevī）也译作大天女、大女神，与男性的摩诃提婆·大天相对应，被称作沙克蒂女神（Shakti）、原初沙克蒂女神（Adi-Shakti）、原初至高沙克蒂女神（Adi Parashakti），是印度教的原初女神与至高母神，湿婆派、性力派认为雪山神女是其主要化身，毗濕奴派认为吉祥天女是其主要化身。

## 湿婆派
《湿婆往世书》描述在宇宙诞生初期原初至高女神以原质的形式化为湿婆的左半身。《林伽往世书》指出，原初女神在所有宇宙中通过每个帕尔瓦蒂与湿婆神的结合，为每个宇宙带来生命的进化。《室犍陀往世书》与《摩根德耶往世书》记录帕尔瓦蒂是所有造物的神圣之母，也是原初沙克蒂女神的最真实的形态。

## 性力派
在《提毗之歌》中，沙克蒂女神在转世为帕尔瓦蒂之前，出现在喜马拉雅国王面前，并向他展示了神圣、永恒的知识。沙克蒂女神用《吠陀》来解释自己的存在无始无终，是唯一永恒的真理，整个宇宙都是祂的创造物。祂是唯一的胜者，也是胜利本身。祂是一个显化的、未显化的、超然的神。然后展示了祂近似无形的身躯：梵天界位于祂的前额，被创造的宇宙是祂的头发，日月是祂的眼睛，祂的耳朵中有四方向，吠陀是祂的话语，死亡、情感和情绪是祂的牙齿，摩耶从祂的微笑中显现。帕尔瓦蒂化身为热胎母以宇宙卵的形式诞生了宇宙。归根结底，原初沙克蒂女神本身是零能量，存在于宇宙毁灭之后，在宇宙被创造之前。

### 原初至高女神的形态
雪山神女是原初至高沙克蒂女神完整身体的具象体现。雪山神女前世是娑提。娑提是原初至高女神的直接化身。而娑提死后重生为雪山神女。雪山神女被表现为善良和慈爱的女神母亲。摩诃提毗可以化身各种形态，包括时母，难近母，忿怒母等。

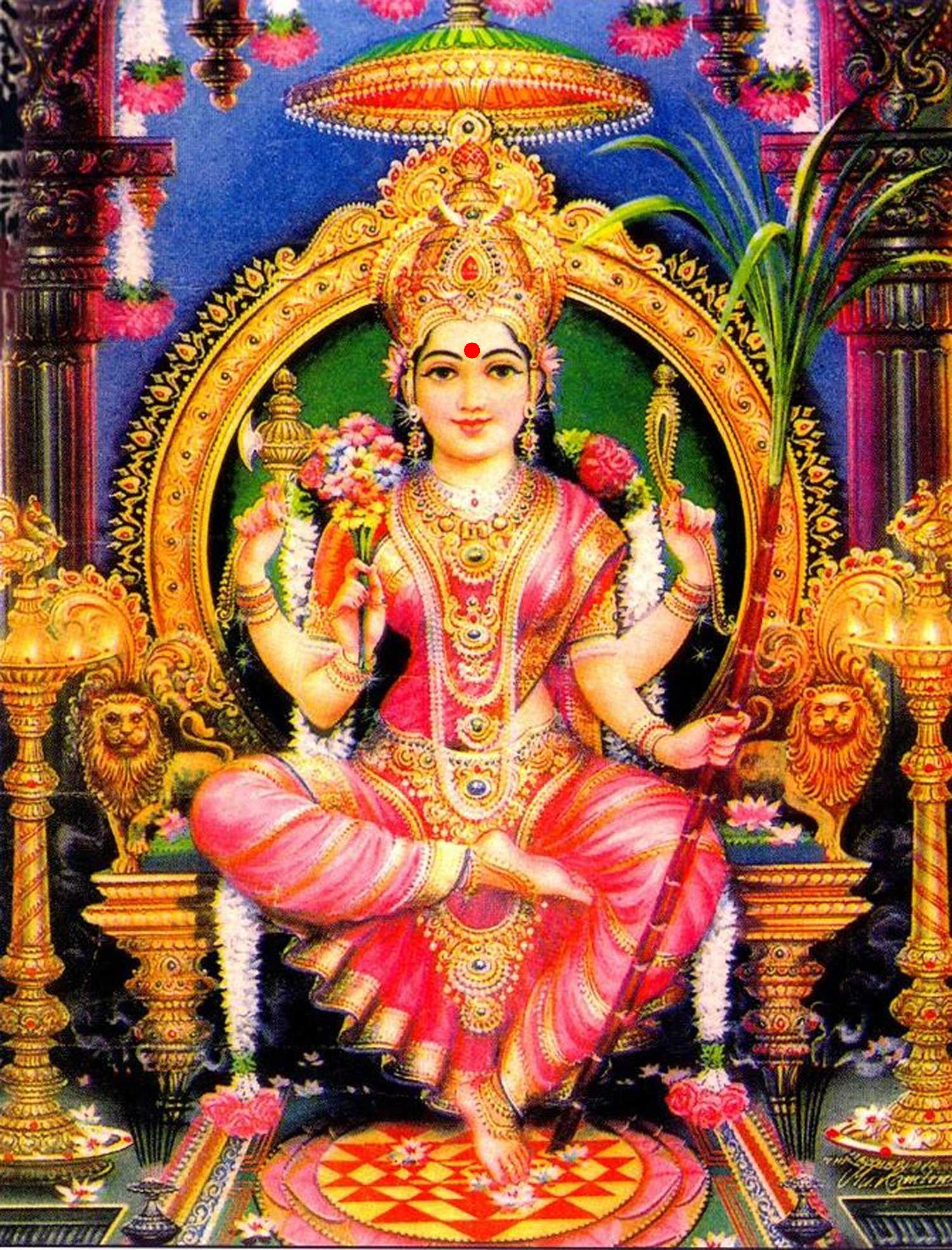
至高女神 游乐母

根据性力派传统，游乐母是原初至高沙克蒂女神完整化身的终极女神。祂拿着甘蔗弓、花箭、索套和刺棒。祂从梵卵之上的摩尼岛下来，消灭跋陀阿修罗，后来居住在Kamakoti Peetha 被称为 Kamakshi Para Bhattarika。祂的住所被描绘有室利脉轮，这个梵卵上的梵天、毗湿奴、湿婆都是祂的下属，没有祂的力量就不能运作。因此，祂被认为是至高无上的女神和性力派最主要的神，因为祂是最接近原初至高沙克蒂女神的代表，而后进一步化身为雪山神女。无论信仰的是什么神，最终都是在崇拜原初至高沙克蒂女神。
每隔一段时间，祂就会化身为各种形态以维护正法。按照最高阶瑜伽士的说法，祂是以安芭的形态驻留在拙火的力量，大小是31/2圈，当拙火被高度意识的灵魂从骶骨中唤醒，拙火也被唤醒，然后祂从脊骨上升，打开所有的脉轮。腹轮, 脐轮, 心轮, 喉轮, 眉心輪，最后通过頂輪，将灵魂连接到神圣的遍在力量(或共同意识)。通过三脈, 左脈（闇質)、右脈（激質)和中脈（純質)，拙火穿过中脈，平衡所有左右脈。
时母是原初至高沙克蒂女神的第三部分。祂是力量、精神实现、时间的女神，同时也是宇宙毁灭的主导者。祂给予人类救赎，是雪山神女的化身，是湿婆化身大黑天的配偶。祂以摩诃摩耶形态帮助主摩诃毗湿奴杀死了的阿修罗马杜和吉图跋。祂也以憍悉诘的形态杀死了愚昧的象征阿修罗森巴和尼森巴，祂被称为瑜伽摩耶。祂穿着红色或黑色的衣服，掌管闇質。

### 形象
原初至高沙克蒂女神通常被认为是一个抽象女神，但祂的外貌在《提毗薄伽梵往世書》、《卡利卡往世书》、《摩根德耶往世书·女神頌》、《梵卵往世书·游乐母千名颂》和《超三位之秘》中都有描述。根据《提毗薄伽梵往世書》，这位女神曾经邀请三相神去摩尼岛。三相神看到至尊女神万有母坐在宝石座上。女神的美丽面容散发着百万星辰般的光芒，以致于三相神都不敢直视。祂两只手展示着无畏印、施与印，两只手拿着套索、刺棒。然后三相神意识到祂是使整个宇宙得以被创造、保护和毁灭的能量。

## 毗湿奴派
在毗湿奴派中，女神吉祥天女被认为是拥有18臂的摩诃提毗。五夜派《吉祥天女怛特羅》和《室建陀往世书·吉祥天女千名颂》解释了吉祥天女的终极形态。
作家学者D. R. Rajeshwari说，根据《女神頌》，吉祥天女的肖像特征：祂有18只手，分别持着念珠、斧头、狼牙棒、箭、霹雳、莲花、水罐、杖、沙克蒂、神剑、圣盾、法螺、铃、酒杯、三叉戟、索套和神轮。C. D. Chatterjee 教授说：吉祥天女也是摩诃提毗或地母神。早在基督时代之前，吉祥天女就被印度教徒和佛教徒共同崇拜。《摩根德耶往世书》有一整节都是关于女神和祂的赞颂（女神颂）。

### 与毗湿奴十大化身的关系
密續将十慧母与毗湿奴的十大化身联系在一起，并声明慧母形态是毗湿奴化身出现的起源。
|     | 慧母     | 毗湿奴化身 |
| --- | -------- | ---------- |
| 1.  | 时母     | 黑天       |
| 2.  | 度母     | 罗摩       |
| 3.  | 遊樂母   | 迦樂季     |
| 4.  | 万有母   | 筏罗诃     |
| 5.  | 陪臚母   | 那罗希摩   |
| 6.  | 无首母   | 持斧罗摩   |
| 7.  | 烟女     | 筏摩那     |
| 8.  | 面缚母   | 俱利摩     |
| 9.  | 贱民女神 | 佛陀       |
| 10. | 莲花女   | 摩蹉       |

## 与九曜的关系
原初沙克蒂女神被认为是可以控制九曜。祂将自身分出沙克蒂能量化身为难近母，后者分裂为9个女神：
- 月铃母（英语：Chandraghanta）控制金星
- 皓母（英语：Mahagauri）控制罗睺
- 时夜（英语：Kalaratri）控制土星
- 迦旃衍尼（英语：Katayani）控制木星
- 战神母（英语：Skandamata）控制水星
- 热胎母（英语：Kushmanda）控制太阳
- 梵修母（英语：Brahmacharini）控制火星
- 山之女（英语：Shailaputri）控制月亮
- 予神通母（英语：Siddhidatri）控制計都